# Ten Days in the Valley
Ten Days in the Valley è una serie televisiva statunitense creata da Tassie Cameron, in onda dal 1º ottobre 2017.
La serie, interpretata da Kyra Sedgwick, è stata ordinata il 4 agosto 2016. Dopo la messa in onda di quattro episodi, ABC ha annunciato il ritiro della serie dai palinsesti a causa dei bassi ascolti. I rimanenti 6 episodi verranno trasmessi da 16 dicembre 2017 al 6 gennaio 2018.

## Trama
La vita di una produttrice televisiva si complica dopo che la sua giovane figlia scompare nel bel mezzo della notte e i due mondi che cerca di navigare violentemente si scontrano.

## Episodi
| Stagione       | Episodi | Prima TV USA | Prima TV Italia |
| -------------- | ------- | ------------ | --------------- |
| Prima stagione | 10      | 2017-2018    | 2018            |

## Personaggi e interpreti

### Personaggi perincipali
- Jane Sadler, interpretata da Kyra Sedgwick, doppiata da Barbara Castracane.
- Detective John Bird, interpretato da Adewale Akinnuoye-Agbaje, doppiato da Massimo Bitossi.
- Ali Petrovich, interpretata da Erika Christensen, doppiata da Domitilla D'Amico.
- Pete Greene, interpretato da Kick Gurry, doppiato da Massimo De Ambrosis.
- Tom Petrovich, interpretato da Josh Randall, doppiato da Alessio Cigliano.
- Matt Walker, interpretato da Malcolm-Jamal Warner, doppiato da David Chevalier.
- Lake Sadler-Greene, interpretata da Abigail Pniowsky, doppiata da Chiara Fabiano.
- Gus Tremblay, interpretato da Francois Battiste, doppiato da Roberto Gammino.
- Elliot Gomez, interpretato da Felix Solis.

### Personaggi ricorrenti
- Casey, interpretata da Emily Kinney.
- Detective Nickole Bilson, interpretata da Ali Liebert.
- Detective Isabel Knight, interpretata da Ella Thomas.
- Beatriz, interpretata da Marisol Ramirez.
- Henry Vega, interpretato da Currie Graham.
- Sheldon, interpretato da Nelson Lee.

### Personaggi secondari
- Detective Buddy, interpretato da Lucas Near-Verbrugghe.
- Dominic, interpretato da Jeff Branson, doppiato da Raffaele Carpentieri.
- Detective Bezic, interpretato da Theo Nicholas Pagones, doppiato da Raffaele Carpentieri.
- Marcy Sykes, interpretata da Heather Horton, doppiata da Alessandra Cerruti.
- Marty, interpretato da Peter Falls.
- Dave, interpretato da Ervin Ross.

## Produzione
La serie ha iniziato lo sviluppo all'inizio del 2016 con Demi Moore destinata a diventare protagonista. La Moore lasciò il progetto per ragioni sconosciute, e fu sostituita da Kyra Sedgwick.

## Accoglienza

### Ascolti
Il primo episodio della serie è stato seguito da 3.44 milioni di telespettatori. Dal secondo episodio gli ascolti cominciano a calare, raggiungendo al quarto episodio 2.20 milioni di telespettatori.

### Critica
La serie è stata accolta positivamente dalla critica. Sull'aggregatore di recensioni Rotten Tomatoes ha un indice di gradimento del 61% con un voto medio di 7.45 su 10, basato su 18 recensioni. Il commento del sito recita "Ten Days in the Valley conduce a uno studio dei personaggi intrigante e al mistero avvincente nonostante il potenziale fastidiosamente inespresso". Su Metacritic, invece, ha un punteggio di 63 su 100, basato su 12 recensioni.